# Хранопровод
Хранопроводът (на латински: oesophagus s. esophagus) представлява дълга около 25 – 30 cm тръба, която свързва гълтача със стомаха. Започва от горния езофагеален сфинктер на нивото на VI шиен прешлен като продължение на гълтача, навлиза в гръдната клетка, разположен зад трахеята, в коремната кухина навлиза през отвор в диафрагмата и през долния езофагеален сфинктер достига до стомаха на нивото на XI гръден прешлен.

## Анатомично устройство
Хранопроводът се разполага в три топографски области (шия, гръден кош, коремна кухина) и на него се различават три части: шийна, гръдна и коремна.
- Шийната част на хранопровода (на латински: pars cervicalis oesophagi) е с дължина около 5 cm и се намира зад трахеята и пред гръбначния стълб.

- Гръдната част (на латински: pars thoracica oesophagi) е с дължина 16 – 19 cm. В тази част хранопроводът се намира пред гръбначния стълб и кръстова аортната дъга и левия главен бронх. По-надолу той върви вдясно от аортата, а след това пред нея и напуска гръдния кош на нивото на X гръден прешлен през собствения си отвор в диафрагмата.
- Коремната част (на латински: pars abdominalis oesophagi) е с дължина 1 – 4 cm. Тя започва след навлизането на хранопровода през диафрагмата и завършва като се отваря в кардията на стомаха.

Хранопроводът притежава три постоянни анатомични и две физиологични стеснения.
Анатомичните стеснения са фарингеално (на 15 cm от резците), бронхиално (на 24 cm от резците) и диафрагмално (на 40 cm от резците). Физиологичните стеснения са аортално (малко над бронхиалното анатомично стеснение) и кардиално (малко под диафрагмалното анатомично стеснение). Аорталното стеснение се получава на мястото на пресичане на хранопровода с аортната дъга, а кардиалното непосредствено преди отварянето на хранопровода в стомаха.

## Хистологичен строеж
Стената на хранопровода е образувана от три слоя: лигавица, мускулатура и адвентиция.
Лигавицата е изградена от многослоен плосък епител в 20 – 24 слоя и образува надлъжни гънки. Под него се образува собствената пластинка на лигавицата, която съдържа лимфни фоликули и повърхностните (кардиачни) жлези на хранопровода. Те са слузни жлези и не се различават от кардиачните жлези на стомаха. Под собствената пластинка се оформя мускулна пластинка от гладкомускулни клетки и еластична съединителна тъкан, която се появява още в началото на хранопровода и надолу задебелява.
Под лигавицата се намира добре изразен подлигавичен слой, образуван от колагенни и еластични влакна, в който се разполагат собствените жлези на хранопровода. Собствените жлези на хранопровода са със значителна големина и представляват сложни тубуло-ацинозни жлези.
Мускулната стена на хранопровода е изградена от два слоя. В горната четвърт на хранопровода мускулатурата е напречнонабраздена, като надолу преминава в гладка. Външният слой е надлъжен с хаотично ориентирани мускулни снопчета. Вътрешният е циркулярен, като мускулните снопчета имат спираловиден ход.
Външната обвивка на хранопровода е изградена от хлабава съединителна тъкан и се нарича адвентиция. В нея се намират кръвоносни и лимфни съдове, както и нервно сплетение.

## Физиология на хранопровода
Когато човек преглъща, храната се движи от устата към гълтача, след което горният езофагеален сфинктер се отпуска, за да може храната да премине в хранопровода. Стените на хранопровода придвижват храната не по силата на гравитацията, а чрез ритмични мускулни съкращения, наречени перисталтични вълни. Когато перисталтичната вълна достигне до долния езофагеален сфинктер, той се отпуска, и храната постъпва в стомаха. Твърдата храна преминава през хранопровода за 7 – 15 секунди, а течностите – за около 0,5 – 3 секунди.